# دریاچه اوهارا
دریاچه اوهارا (به انگلیسی: Lake O'Hara) یک دریاچه در کانادا است که در بریتیش کلمبیا واقع شده‌است.